# Guerra de Black Hills
A Guerra de Black Hills, também conhecida como Grande Guerra Sioux de 1876, foi um evento constituído por uma série de batalhas e negociações que ocorreram em 1876 e 1877 em uma aliança dos Lakota, Sioux e Cheyennes do Norte contra os Estados Unidos. A causa da guerra foi o desejo do governo dos Estados Unidos de obter a propriedade das Black Hills. Ouro foi descoberto nas Black Hills, os colonos começaram a invadir as terras dos nativos americanos e os Sioux e Cheyenne se recusaram a ceder a propriedade. Tradicionalmente, os militares e historiadores americanos colocam os lakota no centro da história, especialmente por causa de seus números, mas alguns nativos americanos acreditam que os cheyenne foram o principal alvo da campanha americana.
Entre as muitas batalhas e escaramuças da guerra estava a Batalha de Little Bighorn; frequentemente conhecido como a "Custer's Last Stand" ("Última Resistência de Custer"), é o mais famoso dos muitos encontros entre o Exército dos EUA e os índios montados das Planícies. Apesar da vitória dos índios, os americanos alavancaram os recursos nacionais para forçar os índios a se renderem, principalmente atacando e destruindo seus acampamentos e propriedades. A Grande Guerra Sioux ocorreu sob os presidentes dos EUA Ulysses S. Grant e Rutherford B. Hayes. O Acordo de 1877 (19 Stat. 254, promulgado em 28 de fevereiro de 1877) anexou oficialmente as terras dos Sioux e estabeleceu reservas indígenas permanentemente.

## Antecedentes

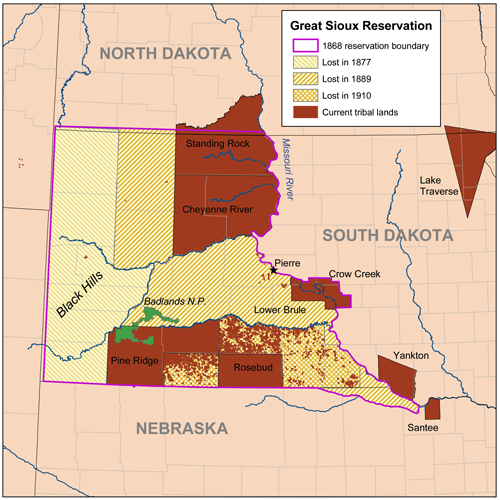
Um mapa da reserva Great Sioux conforme estabelecido em 1868. "Terras não cedidas" para uso por Cheyenne e Sioux ficavam a oeste da reserva em Montana e Wyoming. O desejo do governo dos EUA de conquistar Black Hills foi a principal causa da Grande Guerra Sioux.

Os Cheyenne migraram para o oeste para Black Hills e Powder River Country antes dos Lakota e os introduziram na cultura do cavalo por volta de 1730. No final do século XVIII, a crescente tribo Lakota começou a expandir seu território a oeste do Rio Missouri. Eles expulsaram os Kiowa e formaram alianças com os Cheyenne e Arapaho para ganhar o controle dos ricos campos de caça de búfalos do norte das Grandes Planícies. Black Hills, localizada na atual Dakota do Sul ocidental, tornou-se uma fonte importante para os Lakota de postes de alojamento, recursos vegetais e pequenos animais. Eles são considerados sagrados para a cultura Lakota.
No início do século XIX, os Cheyenne do Norte se tornaram os primeiros a travar uma guerra em nível tribal. Como os europeus americanos usaram muitos nomes diferentes para os cheyenne, os militares podem não ter percebido sua unidade. O Exército dos EUA destruiu sete acampamentos Cheyenne antes de 1876 e mais três naquele ano, mais do que qualquer outra tribo sofreu neste período. De 1860 em diante, os Cheyenne foram uma grande força na guerra nas planícies. "Nenhum outro grupo nas planícies alcançou tamanha organização e autoridade tribal centralizada". O Tratado de Fort Laramie de 1868, assinado com os EUA pelos líderes Lakota e Cheyenne do Norte após a Guerra da Nuvem Vermelha, reservou uma parte do território Lakota como a Grande Reserva Sioux. Isso compreendia a metade ocidental de Dakota do Sul, incluindo a região de Black Hills para seu uso exclusivo. Também previa um grande "território não cedido" em Wyoming e Montana, o país de Powder River, como áreas de caça de Cheyenne e Lakota. Tanto na reserva quanto no território não cedido, os homens brancos foram proibidos de invadir, exceto para funcionários do governo dos EUA.
O número crescente de mineiros e colonos invadindo o Território Dakota, no entanto, rapidamente anulou as proteções. O governo dos EUA não conseguiu manter os colonos afastados. Em 1872, as autoridades territoriais estavam considerando colher os ricos recursos madeireiros de Black Hills, para serem transportados pelo rio Cheyenne até o Missouri, onde novos assentamentos nas planícies precisavam de madeira. A área de levantamento geográfico sugeriu o potencial para recursos minerais. Quando uma comissão abordou a Red Cloud Agency sobre a possibilidade de os Lakota assinarem o Black Hills, o coronel John E. Smith observou que esta era "a única parte (de sua reserva) que vale alguma coisa para eles". Ele concluiu que "nada menos que sua aniquilação conseguirá isso deles".
Em 1874, o governo despachou a Expedição Custer para examinar Black Hills. Os lakotas ficaram alarmados com sua expedição. Antes que a coluna de Custer retornasse ao Fort Abraham Lincoln, a notícia de sua descoberta de ouro foi telegrafada nacionalmente. A presença de valiosos recursos minerais foi confirmada no ano seguinte pela Expedição Geológica Newton-Jenney. Os garimpeiros, motivados pelo pânico econômico de 1873, começaram a invadir as Black Hills, violando o Tratado de Fort Laramie. Este gotejamento se transformou em uma inundação quando milhares de mineiros invadiram as colinas antes que a corrida do ouro acabasse. Os grupos organizados vieram de estados tão distantes como Nova York, Pensilvânia e Virgínia.

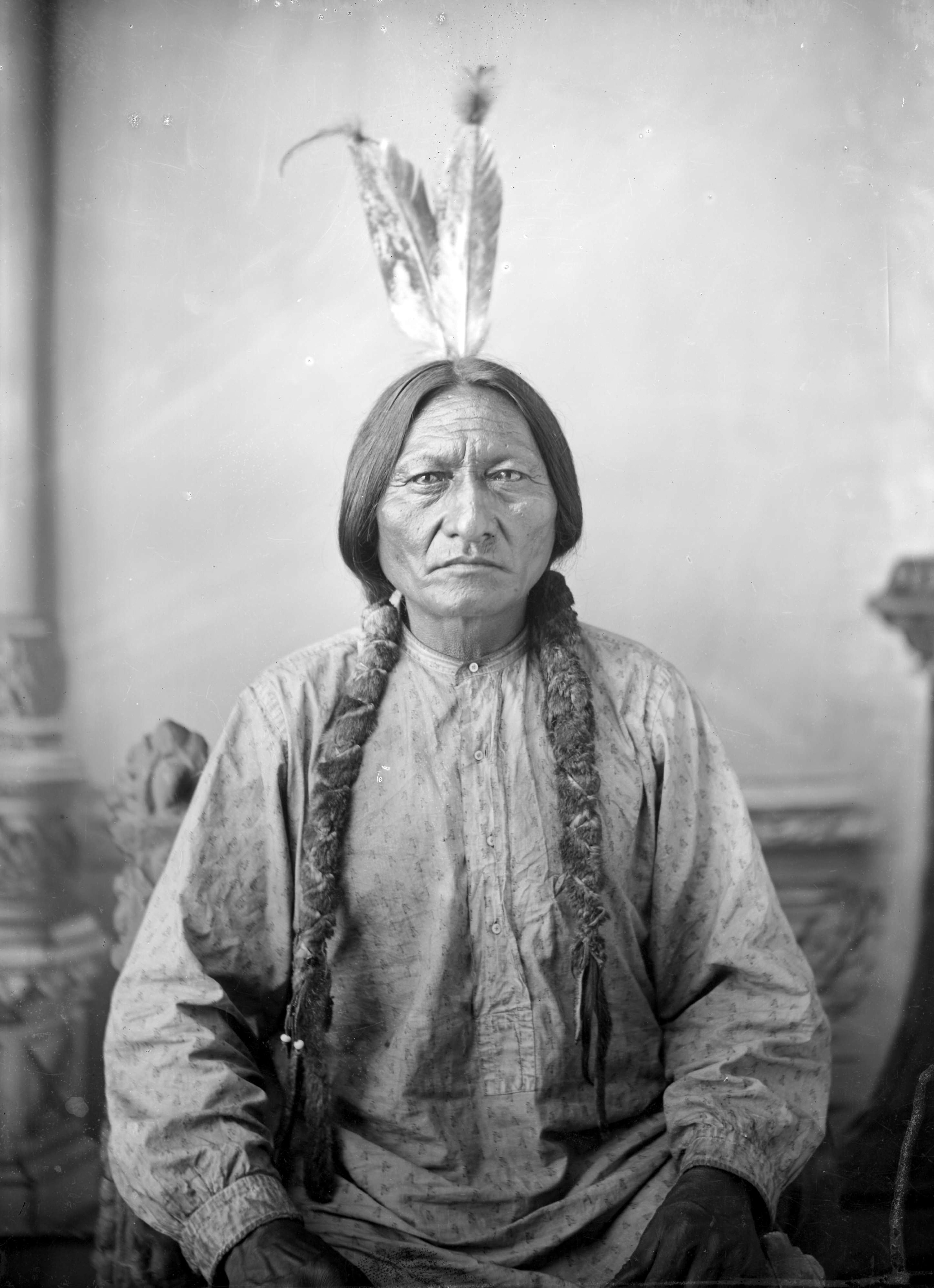
Touro Sentado, um Hunkpapa, um dos principais líderes Sioux.

Inicialmente, o Exército dos Estados Unidos lutou para manter os mineiros fora da região. Em dezembro de 1874, por exemplo, um grupo de mineiros liderados por John Gordon de Sioux City, Iowa, conseguiu escapar das patrulhas do Exército e chegou a Black Hills, onde passou três meses antes de o Exército os expulsar. Tais despejos, no entanto, aumentaram a pressão política sobre a Administração Grant para proteger Black Hills dos Lakota.
Em maio de 1875, as delegações Sioux chefiadas por Spotted Tail, Red Cloud e Lone Horn viajaram para Washington, D.C. em uma tentativa de última hora para persuadir o presidente Ulysses S. Grant a honrar os tratados existentes e conter o fluxo de mineiros para seus territórios. Eles se encontraram com Grant, o Secretário do Interior Columbus Delano e o Comissário de Assuntos Indígenas Edward Smith. Os líderes dos Estados Unidos disseram que o Congresso queria pagar às tribos US $ 25.000 pela terra e transferi-los para o Território Indígena (atualmente Oklahoma). Os delegados se recusaram a assinar um novo tratado com essas estipulações. Rabo Malhado disse: "Você fala de outro país, mas não é o meu; isso não me diz respeito, e não quero ter nada a ver com isso. Eu não nasci lá ... Se é um país tão bom, você deveria enviar os homens brancos agora em nosso país lá e nos deixar em paz". Embora os chefes não tenham tido sucesso em encontrar uma solução pacífica, eles não se juntaram a Cavalo Louco e Touro Sentado na guerra que se seguiu.
Mais tarde naquele ano, uma comissão dos EUA foi enviada a cada uma das agências indígenas para realizar conselhos com os lakota. Eles esperavam obter a aprovação do povo e, assim, pressionar os líderes lakota a assinarem um novo tratado. A tentativa do governo de proteger Black Hills falhou. Enquanto as Black Hills estavam no centro da crise crescente, crescia o ressentimento dos lakota com a expansão dos interesses dos EUA em outras partes do território lakota. Por exemplo, o governo propôs que a rota da Ferrovia do Pacífico Norte cruzasse o último dos grandes campos de caça de búfalos. Além disso, o Exército dos EUA havia realizado vários ataques devastadores aos campos Cheyenne antes de 1876.